# Eunicea calyculata
Eunicea calyculata is een zachte koraalsoort uit de familie Plexauridae. De koraalsoort komt uit het geslacht Eunicea. Eunicea calyculata werd in 1786 voor het eerst wetenschappelijk beschreven door Ellis & Solander. 